# Fântânele (Constanța)
Fântânele is een Roemeense gemeente in het district Constanța.
Fântânele telt 1696 inwoners.